# Psechrus laos
Espèce
Psechrus laos est une espèce d'araignées aranéomorphes de la famille des Psechridae.

## Distribution
Cette espèce est endémique de la province de Borikhamxay au Laos,.

## Description
C'est une espèce troglophile qui a été observée à l'entrée de grottes.

## Publication originale
- Bayer, 2012 : The lace-sheet-weavers--a long story (Araneae: Psechridae: Psechrus). Zootaxa, no 3379, p. 1-170.